# Переваги сором'язливих
Переваги сором'язливих — це підліткова новела Стівена Чбоскі, написана 1999 року. Дія новели розгортається на початку 1990, і розповідає про Чарлі, спостережливого та замкнутого в собі підлітка, крізь призму його першого року старшої школи в передмісті Піттсбурга. У новелі детально описано незвичайний стиль мислення Чарлі в час, коли він знаходиться на межі дитинства і дорослого життя; його спроби впоратися з болючими питаннями, викликаними взаємодією з друзями та родиною.
Чбоскі знадобилося п'ять років для того, щоб написати та опублікувати «Переваги сором'язливих». Новела порушує теми сексуальної орієнтації, вживання наркотиків, зґвалтування та психічного здоров'я, місцями посилаючись на літературу, фільми та попкультуру загалом. Через згадані теми книга була заборонена в деяких американських школах.
У 2012 році була випущена екранізація, написана та зрежисована Стівеном Чбоскі. Фільм збільшив продажі новели, яка згодом потрапила до списку бестселерів The New York Times.

## Передісторія та написання

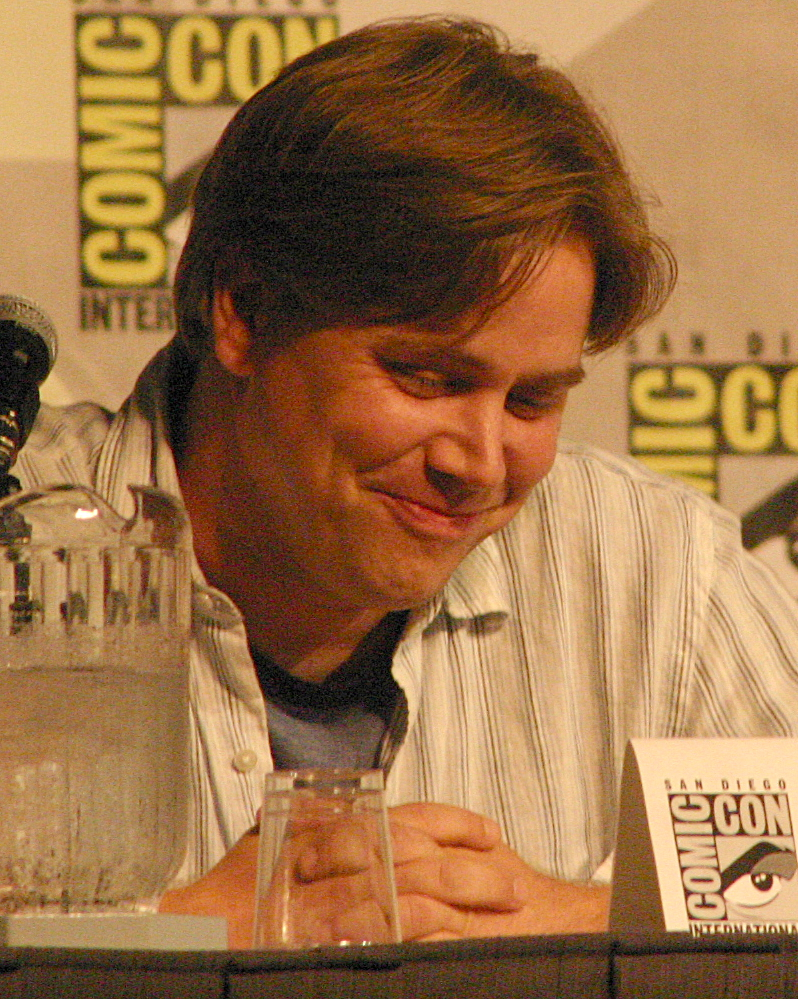
Стівен Чбоскі на San Diego Comic-Con, 2006

Чбоскі описав у новелі як вигадані ідеї, так і його особистий досвід, що робить її частково автобіографічною. 5 років він виношував різні елементи історії у своїй голові, а згодом, під час тяжкого періоду в житті, у нього з'явилась ідея написати новелу. Він переживав неприємний розрив стосунків, що змусило його поставити питання: «Чому хороші люди дозволяють іншим поводитися з ними погано?» Автор спробував відповісти на нього фразою: «Ми приймаємо таку любов, на яку, на наш погляд, заслуговуємо». Цитата є референсом на прагнення віднайти любов до себе.
Ця історія розвинулася з іншої книги, над якою працював Чбоскі, коли був у школі. У ній він написав фразу: «Я припускаю, що це лише одна з переваг бути непримітним», яка змусила його усвідомити, що «десь у тому всьому… була дитина, яку я справді намагався знайти». Чбоскі почав писати новелу влітку 1996, коли навчався в коледжі, і протягом 10 тижнів він завершив історію. Стівен переписав її ще у дві чернетки, включно з тією, яка була опублікована, влітку 1998.
Чарлі був частково створений на основі самого Чбоскі. Стівен включив у новелу багато своїх спогадів із часів, коли він жив у Піттсбурзі. Інші герої були проявом людей, яких Чбоскі знав протягом життя. Автор намагався розкрити природу кожного героя, фокусуючись на пристрастях та труднощах у їхньому житті. Персонажі Сем та Патрика були поєднанням декількох людей, яких Чбоскі зустрічав. Сем була створена на основі дівчат, які колись довірилися йому, а Патрик був «усіма хлопцями-геями (про яких я знав) в пошуках власної ідентичності».

## Стиль і теми
Ідея анонімних листів з'явилася з власного досвіду: під час випускного року в старшій школі, Чбоскі писав анонімні листи Стюарту Стерну про те, як фільм «Бунтар без причини» вплинув на нього. Півтора року потому Стерн знайшов Чбоскі й став його ментором. Використовуючи ряд листів від Чарлі до анонімного героя, Чбоскі відшукав найінтимніший метод комунікації з читачем. Він вважав, що листи допоможуть йому зробити історію цілісною, «передати всі злети та падіння юних років: одного дня ти на вершині світу, маєш найкращий період у житті, а три тижні потому ти жахливо засмучений».
Попри те, що книгу читають люди будь-якого віку, цільовою авдиторією «Переваг сором'язливих» є підлітки. Критики зазначили основні теми реальності та ностальгії підлітків. Згідно зі словами критика журналу New York Девіда Едельштейна, Чбоскі передає відчуття «коли ти серед друзів, справді належиш моменту і в ту ж мить усвідомлюєш, що радість швидкоплинна: скоро ти будеш сам, а біль утрати буде таким же сильним як і блаженство».
Марті Бекерман із Word Riot сказав, що «Переваги сором'язливих» відгукуються багатьом молодим людям, оскільки описане в ній «універсальне й стається з багатьма підлітками». Чбоскі хотів виразити повагу до підлітків, передати вагомість того, з чим вони стикаються щодня, і сказав, що ця новела для «всіх, хто почувався аутсайдером».
Автор звертає увагу на ряд тем, серед яких наркотики, дружба, образ тіла, перше кохання, самогубство, розлади харчової поведінки та сексуальна орієнтація. Чбоскі підкреслює важливість розваг у молодому віці: «Книги, музика і фільми — це більше за спосіб розважитись, коли ти юний: вони допомагають зрозуміти, хто ми, у що ми віримо і як ми хочемо, щоб склалося наше життя». Тому в книзі згадано багато творів мистецтва з різних сфер (музика, література, театр тощо).

## Публікація
«Переваги сором'язливих» уперше опублікували Pocket Books через їхню торгову назву MTV Books 1 лютого 1999. Книга стала бестселером дочірньої компанії з тиражем у 100 000 примірників станом на 2000 рік і була включена до шкільної програми, зібравши багато прихильників. До 2012 року новела була опублікована в 16 країнах світу та перекладена 13 мовами. В тому ж році вона зайняла 16 місце в топі NPR «100 найкращих підліткових романів усіх часів».

## Цензура в США
"Переваги сором'язливих" 6 разів потрапляла в список Американської бібліотечної асоціації «10 найчастіше оскаржуваних книг за їх зміст». Окрім цього, це була десята книга, яку найчастіше забороняли та оскаржували в період із 2000 по 2009, і чотирнадцята в цьому ж списку з 2010 по 2019. Причиною цензури вважали образливу мову, антисімейний вміст, вміст сексуального характеру, згадки гомосексуальності, наркотиків, алкоголю, оголеності, мастурбації та самогубства.

У Сполучених Штатах було декілька спроб перенести «Переваги сором'язливих» у розділ дорослої літератури. Батьки порушили проблему «вульгарності» книги та наявності в ній «порнографічного» вмісту. Проте інші стверджували, що в книзі описано реальні проблеми підлітків, пов'язані з їхнім дорослішанням, тому вона показує все так, як це є насправді. У 2013 році шкільна рада округу Глен Еллін 41 у передмісті Чикаго одноголосно проголосувала за повернення новели до програми 8 класу в середній школі Гедлі, після того як вона була вилучена через скарги батьків на її сексуальний вміст.
«Я не писав це для оскарження. Я не писав це з метою створити контраверсійну книгу. Я не можу сприймати це як предмет гордості, оскільки вона була заборонена в деяких місцях. Коли це сталося вперше, це було…що ж, "захоплююче" — не зовсім те слово, але я подумав: „Вау, вона привертає стільки уваги“. І я справді думав, що це було захоплююче, що про неї говорили так. Але з часом ти розумієш, що суперечка завжди одна й та ж сама. Я більше не вважаю суперечку захоплюючою, і це точно не привід для гордості. Це більше про смуток через те, що люди не в змозі змиритися з різноманіттям поглядів та думок, не можуть знайти спільну мову. Люди, які проти через моральні причини, не можуть побачити цінності книги, а люди, які бачать цінність книги, не розуміють, чому вона засмучує більшість релігійних людей».

—Стівен Чбоскі, Word Riot, 2011

## Екранізація
Головна стаття: «Переваги скромників (фільм)»
З тих пір, як Стівен Чбоскі написав новелу, він прагнув екранізувати її, назвавши це «мрією всього його життя». Після публікації новели автор отримував пропозиції зняти фільм, проте відмовляв, тому що «винен прихильникам кіно, яке буде варте їхньої любові до книги». У 2010 Mr. Mudd почали працювати над екранізацією. Продюсери Джон Малкович, Ліанн Галфон та Рассел Сміт доручили Стівену Чбоскі режисуру та написання сценарію. Фільм знімався в Пітсбурзі з 9 травня по 29 червня 2011 року. Головні ролі зіграли Лоґан Лерман (Чарлі), Емма Вотсон (Сем) та Езра Міллер (Патрик).
Після анонсу екранізації новела отримала більше уваги. Її продажі зросли з 88 847 копій (2011) до 425 933 (2012). Книга потрапила до списку бестселерів The New York Times.
Прем'єра фільму відбулася 8 вересня 2012 року на Міжнародному кінофестивалі в Торонто і була випущена в кінотеатрах США компанією Summit Entertainment 21 вересня.
Показ фільму тривав 140 днів, зібравши в прокаті понад $33 млн, при бюджеті $13 млн.

## Твори мистецтва, згадані в книзі

### Фільми та серіали
- «Шоу жахіть Рокі Горора»
- "Човен кохання"
- "Острів фантазій"
- "M*A*S*H"
- "Це дивовижне життя"
- "Гомер Пайл"
- "Продюсери (1968)"
- "Червоні"
- "Випускник"
- "Гарольд і Мод"
- "Моє собаче життя"
- "Товариство мертвих поетів"
- "Неймовірна правда"

### Телепрограми
- "Суботнього вечора в прямому ефірі"

### Музика
- «Where Eagles Dare» Misfits
- «Asleep» The Smith
- «Vapour Trail» Ride
- «Scarborough Fair» Simon&Garfunkel
- «A Whiter Shade of Pale» Procol Harum
- «Time Of No Reply» Nick Drake
- «Dear Prudence» The Beatles
- «Gypsy» Suzanne Vega
- «Nights In White Satin» The Moody Blues
- «Daydream» The Smashing Pumpkins
- «Dusk» Genesis
- «MLK» U2
- «Blackbird» The Beatles
- «Landslide» Fleetwood Mac
- «Smells Like Teen Spirit» Nirvana
- «Another Brick In The Wall, Part II» Pink Floyd
- «Something» The Beatles
- «School's Out» Alice Cooper
- «Autumn Leaves» Nat King Cole
- «Broken Wings» Mr. Mister
- «I'm going home» Tim Curry

Також згадуються деякі виконавці, зокрема Джим Моррісон, Джон Леннон, Біллі Голідей, Blondie, Village People, The Slits, Мері-Тайлер Мур.